# كين هوارد (قسيس)
كين هوارد (بالإنجليزية: Ken Howard)‏ هو قسيس أمريكي، ولد في 18 سبتمبر 1952 في تكساس في الولايات المتحدة.